# Денгчен
Денгчен (кит. 丁青镇, пін. Dīngqīng Zhèn) — містечко у КНР, адміністративний центр однойменного повіту міста-префектури Чамдо.

## Географія
Денгчен розташовується у західній частині регіону Кхам.

### Клімат
Містечко перебуває у зоні так званої «гірської тундри», котра характеризується кліматом арктичних пустель. Найтепліший місяць — липень із середньою температурою 12.8 °C (55 °F). Найхолодніший місяць — січень, із середньою температурою -5 °С (23 °F).
| Клімат Денгчена         | Клімат Денгчена | Клімат Денгчена | Клімат Денгчена | Клімат Денгчена | Клімат Денгчена | Клімат Денгчена | Клімат Денгчена | Клімат Денгчена | Клімат Денгчена | Клімат Денгчена | Клімат Денгчена | Клімат Денгчена | Клімат Денгчена |
| Показник                | Січ.            | Лют.            | Бер.            | Квіт.           | Трав.           | Черв.           | Лип.            | Серп.           | Вер.            | Жовт.           | Лист.           | Груд.           | Рік             |
| Середній максимум, °C   | 1               | 2               | 6               | 10              | 14              | 17              | 19              | 18              | 16              | 11              | 6               | 2               | 10              |
| Середня температура, °C | −5              | −3              | 0               | 4               | 8               | 11              | 13              | 12              | 10              | 5               | 0               | −4              | 4               |
| Середній мінімум, °C    | −13             | −10             | −6              | −2              | 1               | 5               | 7               | 6               | 4               | −1              | −7              | −12             | −2              |
| Норма опадів, мм        | 3               | 8               | 12              | 22              | 52              | 131             | 142             | 119             | 100             | 38              | 7               | 3               | 636             |
| ----------------------- | --------------- | --------------- | --------------- | --------------- | --------------- | --------------- | --------------- | --------------- | --------------- | --------------- | --------------- | --------------- | --------------- |
| Джерело: Weatherbase    |                 |                 |                 |                 |                 |                 |                 |                 |                 |                 |                 |                 |                 |